# Inrikespass

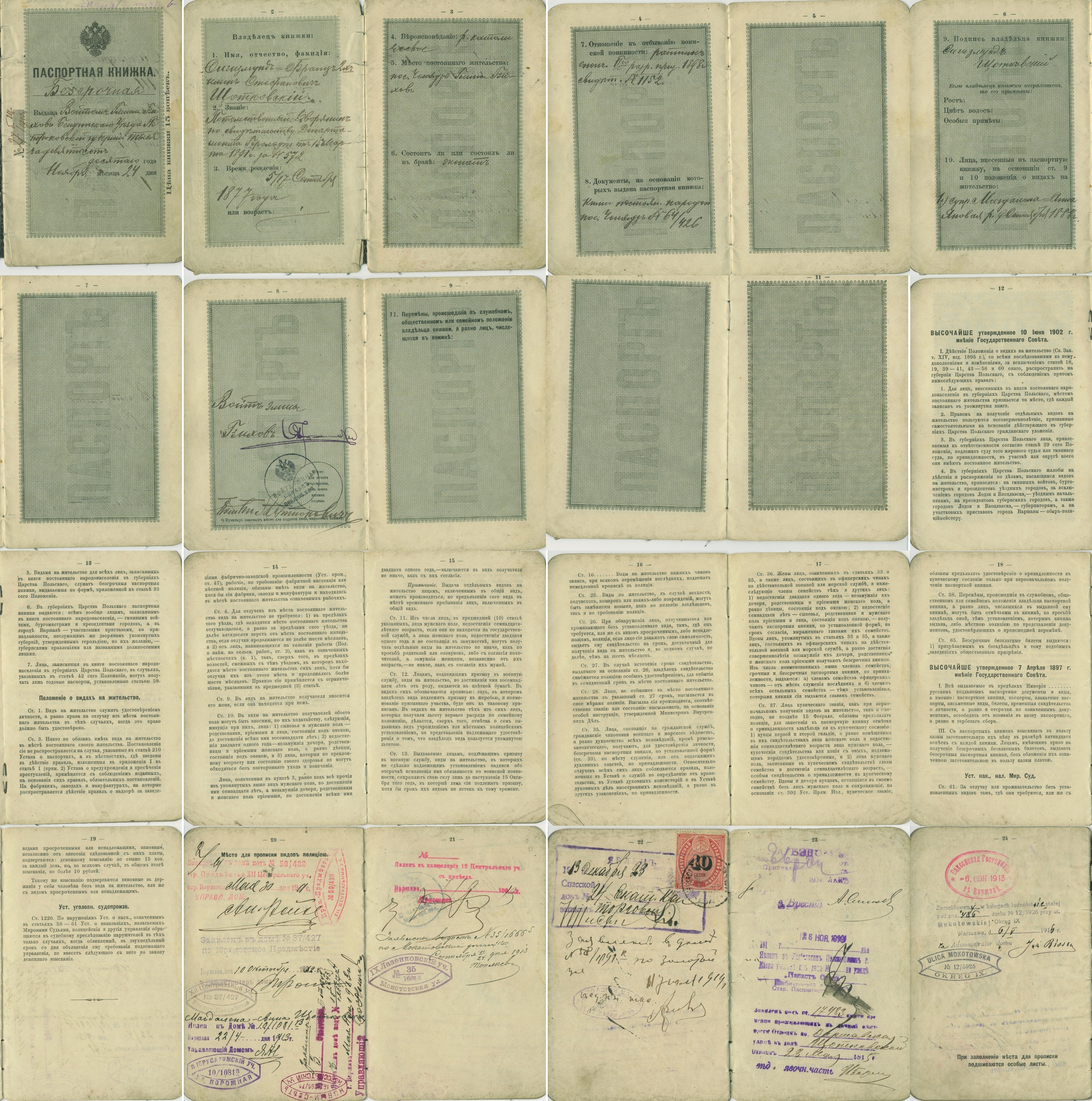
Tsarryska inrikespass från 1910.

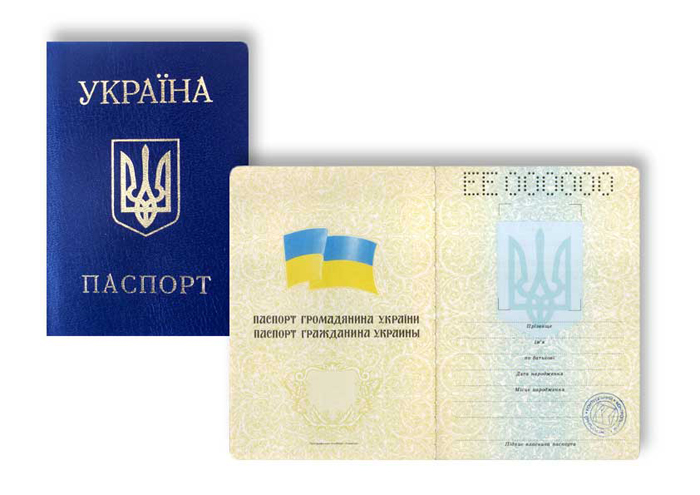
Ukrainskt inrikespass. (Utrikespass ser ungefär likadant ut men har också engelsk text på framsidan)

Inrikespass, eller vägbrev, är en passliknande legitimationshandling som krävs för resor eller vistelse på allmän plats inom ett land, och som dessutom används för att administrera begränsningar av resefriheten inom landet.
Inrikespass har varit vanliga i många europeiska länder, men avskaffades gradvis från sent 1700-tal. I Ryska imperiet behölls inrikespassen fram tills revolutionen år 1917, för att sedan återinföras under Stalin år 1932. 
Idag (2013) finns inrikespass bland annat i Kina, Nordkorea, Ryssland och Ukraina.
I många EU-länder (till exempel Frankrike, Spanien) och många andra länder finns kravet på att ha med sig ett statligt identitetskort överallt, något som dock inte begränsar resor i landet.

## Sverige
I Sverige föreskrev Gustav Vasa år 1555 att varje köpman skulle ha "vägabref eller passebordh" från hemstaden med sig vid resa utanför den trakt där han var känd. År 1603 förbjöds att utlämna hästar på skjutsstationerna till resande utan pass. Den som var på resa utan pass kunde gripas för lösdriveri. Ett inrikespass kunde vara utställt för resa till ett visst ställe; jämför uttrycket "förpassad".
Tvånget att medföra inrikespass avskaffades i Sverige år 1860 och förbudet att lämna riket utan pass år 1872. Fortfarande är det svensk lag på att ha pass för att få lämna Sverige till land utanför EU och Schengen

## Kina
Det kanske mest kända exemplet med inrikespass är det kinesiska hukou-systemet som reglerar inte bara var kinesiska medborgare får bosätta sig utan också vilken tillgång de har till olika sociala förmåner.

## Ryssland
Ryssland har en identitetshandling som ser ut som pass. Till 1993 registrerades lokala uppehållstillstånd, både för boende och tillfälliga resor. Då var det extra stränga regler för att få bo i storstäder, och dessutom kunde de som varit i fängelse få detta tillstånd indraget. Sådana tillstånd krävdes vanligen inom 100 km från storstäderna, varför det växte upp samhällen 101 km bort med många f.d. fångar. Det är fortfarande en del sådana restriktioner. Numera registreras bara boende och liknande tillstånd, och inte resor i inrikespasset, förutom för vissa stängda städer.

## Norge
Under andra världskriget var alla i Norge som bodde i ett gränsområde (no. grenseområde) tvungna att ha ett dokument kallat "Grenseboerbevis"(no), som angav identitetsuppgifter och i vilka områden man fick vistas. I praktiken var det ett inrikespass. Gränsområdena var brett definierade och omfattade även kusterna.